# Centro Médico Hadassah
El Centro Médico Hadassah (en hebreo: מרכז רפואי הדסה ) es una organización médica creada en 1934 que opera dos hospitales universitarios en Ein Karem y el Monte Scopus en Jerusalén, así como escuelas de medicina, odontología, enfermería y farmacología afiliada a la Universidad Hebrea de Jerusalén. Su misión es tender una mano a todos, sin importar la raza, la religión o el origen étnico del paciente. El hospital fue fundado por Hadassah, una organización sionista de mujeres de América del Norte, que continúa financiando actualmente gran parte de su presupuesto. El centro médico es el sexto mayor complejo hospitalario de Israel. Entre sus 2 campus, el Centro Médico Hadassah tiene un total de 1.000 camas, 31 quirófanos, 9 unidades de curas intensivas (UCI) y 5 escuelas de profesiones médicas.